# Herb Strzelna
Herb Strzelna – jeden z symboli miasta Strzelno i gminy Strzelno w postaci herbu. Wizerunek herbowy pochodzi z XVII wieku.

## Wygląd i symbolika
Herbem miasta są dwie srebrne strzały przecinające się grotami w górę, pomiędzy grotami znajduje się złoty krzyż równoramienny, całość znajduje się na czerwonym tle.
Symbolika herbu nawiązuje do nazwy miasta.